# Herman Doerner
Herman Austin Doerner (Sydney, 22 novembre 1914 – Sydney, 27 dicembre 1976) è stato un pallanuotista australiano, che ha partecipato alle Olimpiadi del 1948.
Sempre con la pallanuoto, ha vinto una medaglia d'oro ai Giochi del Commonwealth del 1950.